# Parafia Nawiedzenia Najświętszej Maryi Panny w Cisku
Parafia Nawiedzenia Najświętszej Maryi Panny w Cisku – parafia rzymskokatolicka należąca do dekanatu Koźle diecezji opolskiej w metropolii katowickiej, która została erygowana w 1919. Kościół parafialny zbudowany w latach 1922–1927, mieści się przy ulicy Planetorza 53. 

## Proboszczowie
| Lista proboszczów parafii Nawiedzenia Najświętszej Maryi Panny w Cisku (po 1945) |                           |
| Okres                                                                            | Proboszcz                 |
| ? –1948                                                                          | ks. Alfons Kuczera        |
| 1948–1958                                                                        | ks. Georg (Jerzy) Warsitz |
| 1958–2001                                                                        | ks. Paweł Nimptsch        |
| 2001–                                                                            | ks. Józef Walenty Sykosz  |

## Historia parafii
Początkowo mieszkańcy skupieni wokół wsi Landzmierz i Cisek należeli od XV wieku, przed utworzeniem samodzielnej parafii do erygowanej znacznie wcześniej parafii św. Jana Nepomucena w Starym Koźlu, położonej o około 2,5 km na północny wschód od Cisku, co znacznie utrudniało dostęp do kościoła macierzystego, zmuszając ludność do przeprawy na prawy brzeg rzeki Odry. Kuria wrocławska, mając na uwadze tragiczny wypadek utonięcia dzieci pierwszokomunijnych ze Sławikowa podczas przeprawy przez Odrę na początku XX wieku oraz prośby mieszkańców, postanowiła utworzyć kilka parafii na lewym brzegu Odry, w tym również parafię w Cisku. 
15 lutego 1912 utworzono lokalię wydzieloną z parafii w Starym Koźlu, obejmującą swym zasięgiem następujące wsie: Cisek, Landzmierz, Łany (przysiółek Bełk) i Długomiłowice (kilka domów Sukowic), którą kierował ks. Trąbka . Nabożeństwa odbywały się w starej osiemnastowiecznej karczmie, którą adaptowano na tymczasową kaplicę oraz mieszkanie dla księdza. W Cisku istniała wówczas kaplica pod wezwaniem św. Jana Nepomucena. 1 stycznia 1919 decyzją podpisaną przez kard. Adolfa Bertrama erygowano parafię pod wezwaniem Nawiedzenia Najświętszej Maryi Panny w Cisku, a ks. Józef Kampka został mianowany jej pierwszym proboszczem . Poczyniono wówczas starania w celu organizacji i pozyskania materiałów na budowę kościoła. Wysiłkiem miejscowej ludności wybudowano w latach 1922–1927 kościół w konstrukcji betonowej, w stylu neobarokowym , a 3 lipca 1927 został on konsekrowany przez bp. Walentego Wojciecha . 
Warto dodać, że blisko kościoła przy ul. Planetorza wybudowano na terytorium parafii „Grotę Lurdzką” (kaplicę) z figurą Maryi, założoną na pamiątkę objawień w 1858 Matki Bożej we francuskiej miejscowości Lourdes, wizjonerce św. Bernadecie Soubirous . Parafia liczy około 1100 wiernych .  

## Zasięg parafii
- Cisek
- Landzmierz
- Sukowice:

ulica: Zwycięstwa 66 i 68 oraz 89–105